# Астахова Катерина Павлівна
Катерина Павлівна Астахова (нар. 24 квітня 1986, м. Залізничний (нині — частина м. Балашиха) Московської області, Російська РФСР) — російська та українська акторка театру і кіно, співачка.

## Життєпис
Катерина Астахова народився 1986 року в місті Залізничний Московської області. В дитинстві була дуже артистичною дитиною.
З відзнакою закінчила музичну школу, в якій навчалась з 1991 по 2000 роки.
У 2008 році закінчила ГІТІС (РАТІ) за фахом «Акторське мистецтво», майстерня Р. Я. Немчінської.

## Творчість
На сцені Катерина Астахова почала виступати з 2008 року. Але театральна кар'єра не склалась.
Також у кіно знімається з 2008 року. Але довгий час — це були незначні маленькі ролі. Перша помітна роль — у 2010 році у шостому сезоні телесеріалу Завжди говори «завжди». Потім фільм «Балада про Бомбера» у 2011 році. Справжній прорив стався у 2013 році. Після цього Катерина Астахова грає лише головні ролі (9 з 25 проектів), головним чином в українських телесеріалах.
|  | Астахова зізналася журналістам, що в її творчості був період, коли вона не відмовлялася навіть від «порожніх» ролей, але потім стала більш суворою і перебірливою при виборі матеріалу. Звичайно, в комерційних проектах гонорари незрівнянно вище, але вона згодна зі знаменитим висловом великої Фаїни Раневської - гроші підуть дуже швидко, а ганьба залишиться назавжди.. |

### Ролі в кіно
- 2020 — Три сестри — Марія — (головна роль)
- 2019 — Втрачені спогади — Людмила — (головна роль)
- 2019 — Лінія життя — Аліна — (головна роль)
- 2019 — Віражі долі — Ліза — (головна роль)
- 2018 — Чуже життя — Поліна — (головна роль)
- 2018 — Полювання на вірного — Ольга Удальцова, технолог (головна роль)
- 2018 — Музика моєї душі — Настя Романова — (головна роль)
- 2017 — Привіт від лелеки — Юля — (головна роль)
- 2013 — Таємниці інституту шляхетних дівчат — Тетяна Зотова (Іллінська)
- 2013 — Птах у клітці — Стеха Тернова — (головна роль)
- 2012 — Завжди говори «завжди»-8 — Таня
- 2011 — Суперменеджер, або Мотика долі — Даша
- 2011 — Як я зустрів вашу маму — Вікторія
- 2011 — Завжди говори «завжди»-7 — Таня
- 2011 — Балада про Бомбера — Катерина Флерова, радистка — (головна роль)
- 2010 — 2011 — Інститут шляхетних дівчат — Тетяна Ільїнська
- 2010 — Російський шоколад — Настя, донька Леоніда та Марини
- 2010 — Ми дивилися телевізор (короткометражний)
- 2010 — Завжди говори «завжди» -6 — Таня, наречена Михайла
- 2009 — Завжди говори «завжди»-5 — Таня, донька Железняк
- 2008 — 2010 — Ранетки — Софія Сергіївна Денисова, вчителька хімії (3-4 сезони)
- 2008 — Терміново в номер-2 (фільм № 5 «Випадок на турбазі»; фільм № 12 «Без терміну давності»)
- 2008 — Королі гри — Свєтка (3-тя серія)

### Ролі в театрі
Дипломні роботи в навчальному театрі ГІТІС
- «Одіссея капітана Блада» (вистава) — Арабелла
- «Джек і Гайден» (мюзикл) — Люсі Гарріс

Московський Театр на Таганці
- 2008 — «Казка про втрачений час» (режисер Іван Орлов) — Надійка Соколова"

Будинок культури імені Зуєва
- «Діти сонця» — Марія (головна роль)

### Вокал
Виконання пісень у фільмах
- 2014 — Узник старой усадьбы
- 2008 — Любовь.RU
- 2016 — Опять метель[3].

## Родина
Народилась в неакторській родині. Брат Дмитро (займається будівельним бізнесом), сестра Ганна (ветеринар).
Чоловік — Дмитро.